# Gmina Osilnica
Osilnica – gmina w Słowenii. W 2002 roku liczyła 332 mieszkańców.

## Miejscowości
Miejscowości wchodzące w skład gminy Osilnica:

- Belica
- Bezgarji
- Bezgovica
- Bosljiva Loka
- Grintovec pri Osilnici
- Križmani
- Ložec
- Malinišče
- Mirtoviči
- Osilnica – siedziba gminy
- Padovo pri Osilnici
- Papeži
- Podvrh
- Ribjek
- Sela
- Spodnji Čačič
- Strojiči
- Zgornji Čačič
- Žurge